# Bruno Köpf
Bruno Köpf (* 2. April 1929 in Füssen; † 5. Juli 2020) war ein deutscher Eishockeystürmer.

## Spielerkarriere
Bruno Köpf spielte von 1948/49 bis 1951/52 in der Eishockeymannschaft des EV Füssen auf der Position als  Stürmer und war Teil der Meistermannschaft von 1949.